# 水戸赤十字病院
水戸赤十字病院（みとせきじゅうじびょういん）は、茨城県水戸市にある医療機関。日本赤十字社茨城県支部が開設する病院である。水戸市の基幹病院の機能を有し、かつ災害時には基幹災害医療センターとして茨城県内全域の医療圏を受け持つ。
慶應義塾大学関連病院会に属している。また、「水戸赤十字病院奨学生」と冠して茨城県内に所在する看護大学及び看護専門学校の学生を対象にした奨学金制度がある。
病院の理念は「私たちは、人道・博愛の赤十字精神のもとに全人的医療の提供に努め、患者の皆さまの権利を尊重します。」である。

## 沿革
以下の出典はを基に記載。
- 1923年（大正12年） - 日本赤十字社茨城支部病院開設（診療科6科)。救護看護婦養成所を併設。
- 1943年（昭和18年） - 水戸赤十字病院と改称。
- 1945年（昭和20年） - 水戸空襲により病院建物の大部分を焼失した為、新病院再建まで臨時診療所を継続。
- 1947年（昭和22年） - 現在地に新病院再建。外来診療棟、一般病棟竣工(100床)。
- 1958年（昭和33年） - 外来棟竣工。
- 1959年（昭和34年） - 3病棟竣工(338床)。人間ドック開始。
- 1984年（昭和59年） - 2号館竣工(388床)。
- 1994年（平成6年） - 1号館竣工
- 1997年（平成9年） 茨城県の基幹災害医療センターの指定を受ける。
- 1999年（平成11年） - 第二種感染症指定医療機関(10床)。
- 2000年（平成12年）
  - 本館(3号館)第1期工事病棟部門竣工(500床)。
  - 水戸保健医療圏７医師会(水戸市、ひたちなか市、常陸太田市、東茨城郡、西茨城郡、那珂、水郡)と連絡協議会要綱に関する協定書を締結。
- 2004年（平成16年） - 感染症病床を増床(12床)。ただし、その後数回増減床が行われる。
- 2006年（平成18年） - リニアック棟竣工。
- 2011年（平成23年） - 地域医療支援病院の承認を受ける。
- 2012年（平成24年） - 本館(3号館)外来増築棟工事竣工。
- 2014年（平成26年） - 一般病床を減床（493床）。
- 2015年（平成27年）
  - 一般病床を減床（473床）。
  - 緩和ケア病棟開設。
- 2016年（平成28年） 地域包括ケア病棟開設。
- 2019年（令和元年） - 一般病床を減床(432床)。

## 診療科
- 内科
- 神経内科
- 小児外科
- 外科
- 整形外科
- 形成外科
- 脳神経外科
- 皮膚科
- 泌尿器科
- 産婦人科
- 眼科
- 耳鼻咽喉科
- リハビリテーション科
- 放射線科
- 麻酔科
- 病理診断科

## 医療機関の指定等
- 茨城県災害拠点病院（基幹災害医療センター）
- 臨床研修指定病院
- 地域周産期母子医療センター
- エイズ治療拠点病院
- 第二種感染症指定医療機関[4]
- 看護学生臨地実習協力病院
- 茨城県広域スポーツセンター・スポーツ医科学推進事業協力医療機関
- 地域リハビリテーション広域支援センター
- 地域リハ・ステーション
- 難病医療協力病院
- 母体保護法による指定医療機関
- 結核予防法による指定医療機関
- 母子健康法に基づく養育指定医療機関
- 更生（育成）医療指定医療機関
- 栄養改善法に基づく指定給食施設
- 国民健康保険法に基づく療養取扱機関
- 被爆者一般疾病医療機関
- 労災保険指定病院
- がん二次医療施設
- DPC対象病院
- 地域医療支援病院
- 茨城DMAT指定医療機関
- 被ばく線量低減推進施設
- 初期被ばく医療機関[5]
- 災害対策基本法指定機関

## 交通アクセス
- JR水戸駅より
茨城交通バス日赤病院行き、又は日赤病院経由浜田営業所行き乗車、バス停「日赤前」下車。